# فرانک دلگادو
فرانک دلگادو (به انگلیسی: Frank Delgado) متولد ۲۹ اکتبر ۱۹۷۰، (۷ آبان ۱۳۴۹) نوازنده کیبورد و ترن‌تیبل در گروه دفتونز می‌باشد.